# Блэкджек (фильм)
«Блэкджек» (англ. Blackjack) — американо-канадский телевизионный боевик, снятый режиссёром Джоном Ву в 1998 году. В главной роли снимался Дольф Лундгрен. Изначально планировался как пилотный эпизод для экшен-сериала, однако из-за низких рейтингов проект так и не был запущен.

## Сюжет
Когда бизнесмену и владельцу казино Бобби Стерну (Питер Келеган) и его дочери Кейси угрожают бандиты, он обращается за помощью к бывшему федеральному маршалу Джеку Девлину (Дольф Лундгрен). В ходе перестрелки с преступниками в особняке Стерна, Девлин был ослеплён светошумовой гранатой. И хотя ему удаётся перебить всех нападавших, с ним навсегда остаётся лейкофобия — боязнь белого цвета.
Спустя некоторое время, Джек проходит лечение от своей фобии у психиатра доктора Рэйчел Штайн (Кейт Вернон). Адвокат приходит в квартиру Девлина, сообщая ему, что Бобби Стерн и его жена погибли в результате несчастного случая, и что Джек теперь является законным опекуном Кейси. Вскоре после этого старый друг Джека, отставной маршал Тим Хастингс (Фред Уильямсон), получает тяжёлое ранение, защищая восходящую звезду-фотомодель Синдер Джеймс (Кэм Хескин) от маньяка-сталкера, и остается в коме в больнице. Джек берёт на себя работу телохранителя Тима из преданности своему другу. Теперь Джеку предстоит совмещать обязанности отца для Кейси, справляться со своей лейкофобией, сложными личными отношениями с Синдер и соперничеством с коллегой-телохранителем Доном Трэглом (Эндрю Джексон), и защищать Синдер от покушений.

## В ролях
| Актёр          | Роль                        |
| -------------- | --------------------------- |
| Дольф Лундгрен | маршал США Джек Девлин      |
| Кейт Вернон    | доктор Рэйчел Штайн         |
| Кэм Хескин     | фотомодель Синдер Джеймс    |
| Фред Уильямсон | бывший маршал Тим Хастингс  |
| Эндрю Джексон  | телохранитель Дон Трэгл     |
| Питер Келеган  | владелец казино Бобби Стерн |